# John McEnery (Schauspieler)
John McEnery (* 1. November 1943 in Birmingham; † 12. April 2019) war ein britischer Schauspieler in Theater, Film und Fernsehen.

## Leben
John McEnery absolvierte seine Schauspielausbildung an der von Laurence Olivier gegründeten Bristol Old Vic Theatre School in Bristol. Ab 1966 spielte er für das Royal National Theatre, wo er schnell größere Rollen erhielt. In den 1970er-Jahren spielte er mit der Royal Shakespeare Company, ab den 1990er-Jahren mehrfach im Globe Theatre. Kritiker bescheinigten McEnery, der sich insbesondere in komödiantischen Shakespeare-Rollen profilieren konnten, ein großes Talent. Er galt aber zugleich als mitunter schwieriger Rebell und Exzentriker, der wenig Ehrgeiz in die Formung einer Karriere legte und möglicherweise deshalb nie zum großen Star wurde.
Ab Mitte der 1960er-Jahre übernahm McEnery seine ersten Film- und Fernsehrollen. Größere Bekanntheit erlangte er erstmals als Mercutio in Franco Zeffirellis Romeo und Julia-Verfilmung aus dem Jahr 1968, seine Darstellung brachte ihm eine Nominierung für den BAFTA-Award ein. Anthony Friedmann machte ihn 1970 zum Star seiner Adaption von Herman Melvilles Romanverfilmung Bartleby der Schreiber. In der Folgezeit arbeitete er auch in Frankreich: In Anatole Litvaks Thriller La Dame dans l'auto avec des lunettes et un fusil nutzt er als Tramper Samantha Eggar aus, in Gérard Brachs Dreiecksdrama Le bateau sur l’herbe wird er von Claude Jade für eine Intrige gegen ihren Liebhaber Jean-Pierre Cassel ausgenutzt. In Brachs Film gibt es Reminiszenzen an seine Shakespeare-Rollen, so spielt er Hamlets Monolog, zitiert andere Shakespeare-Figuren und schmettert als Angelsachse im Duett mit Claude Jade das Lied God Save The Queen. Weitere Filmrollen hatte er auch in Italien, etwa 1973 in Russischer Sommer. Ein Kultfilm wurde das Science-Fiction-Urzeit-Abenteuer Caprona – Das vergessene Land aus dem Jahr 1975.
In der zweiten Hälfte der 1970er-Jahre ließen die Filmangebote für den blonden Charakterdarsteller zusehends nach, und er begann in der Folgezeit vor allem im britischen Fernsehen aufzutreten. Im Laufe der folgenden Jahrzehnte spielte er besonders oft in Verfilmungen von historischen oder literarischen Stoffen als Fernsehfilm oder Miniserie. So war er etwa in Will Shakespeare – Sein Leben in London (1978), A.D. – Anno Domini (1985), Agatha Christie’s Poirot (1991), Die Bibel – Abraham (1993) oder Merlin (1998) zu sehen. 1990 agierte McEnery nochmals unter Regie von Zeffirelli, als er den Osric in der Shakespeare-Verfilmung Hamlet verkörperte. In der Seite von Sean Bean spielte er 1996 in Immer wieder samstags dessen Filmvater Joe Muir. Zuletzt stand McEnery im Jahr 2011 für eine Gastrolle in der Fernsehserie New Tricks vor der Kamera. Insgesamt umfasste sein filmisches Schaffen zwischen 1964 und 2011 mehr als 70 Film- und Fernsehproduktionen.
Von 1973 bis 1979 war er mit der Schauspielerin Stephanie Beacham verheiratet, die Ehe wurde geschieden. Sein älterer Bruder Peter McEnery ist ebenfalls Schauspieler. John McEnery starb im April 2019 im Alter von 75 Jahren.

## Filmografie (Auswahl)
- 1965: Othello
- 1967: Much Ado About Nothing (Fernsehfilm)
- 1968: Romeo und Julia (Romeo and Juliet)
- 1970: Die Dame im Auto mit Brille und Gewehr (La Dame dans l’auto avec des lunettes et un fusil)
- 1970: Bartleby
- 1971: Le bateau sur l’herbe
- 1971: Nikolaus und Alexandra (Nicholas and Alexandra)
- 1972: The Ragman’s Daughter
- 1973: Russischer Sommer (Il giorno del furore)
- 1974: Little Malcolm
- 1974: Caprona – Das vergessene Land (The Land That Time Forgot)
- 1975: Galileo
- 1976: Our Mutual Friend (Miniserie, 7 Folgen)
- 1976: Amok (Schizo)
- 1977: Die Duellisten (The Duellists)
- 1978: Will Shakespeare – Sein Leben in London (Will Shakespeare, Miniserie, 3 Folgen)
- 1982: The Life and Adventures of Nicholas Nickleby (Miniserie, 4 Folgen)
- 1984: Johannes Paul II. – Sein Weg nach Rom (Pope John Paul II) (Fernsehfilm)
- 1985: Hölle ohne Wiederkehr (Gulag) (Fernsehfilm)
- 1985: A.D. – Anno Domini (A.D., Miniserie, 3 Folgen)
- 1986: Sünden (Sins, Miniserie, 3 Folgen)
- 1987: Klein Dorrit (Little Dorrit)
- 1990: Stauffenberg – Verschwörung gegen Hitler (The Plot to Kill Hitler, Fernsehfilm)
- 1990: Die Krays (The Krays)
- 1990: Hamlet
- 1990–2002: The Bill (Fernsehserie, 6 Folgen)
- 1991: Agatha Christie’s Poirot (Fernsehserie, Folge The Mystery of the Spanish Chest)
- 1993: Die Bibel – Abraham (Abraham, Miniserie, 2 Folgen)
- 1994: Black Beauty
- 1996: Immer wieder samstags (When Saturday Comes)
- 1996: Der Blinde (Fernsehfilm)
- 1998: Tess of the D’Urbervilles (Fernsehfilm)
- 1998: Merlin (Miniserie, 2 Folgen)
- 1998: The Broker's Man (Fernsehserie, 5 Folgen)
- 2003: Das Mädchen mit dem Perlenohrring (Girl with a Pearl Earring)
- 2003: Waking the Dead – Im Auftrag der Toten (Waking the Dead, Fernsehserie, Folge Walking on Water: Part 1)
- 2005: Elizabeth I (Miniserie, 2 Folgen)
- 2005–2006: Gerichtsmediziner Dr. Leo Dalton (Silent Witness, Fernsehserie, 4 Folgen)
- 2008: Kommissar Wallander: Die falsche Fährte (Wallander – Sidetracked, Fernsehfilm)
- 2011: New Tricks – Die Krimispezialisten (New Tricks, Fernsehserie, Folge End of the Line)